# 水谷誠伺
水谷 誠伺（みずたに せいじ、1964年7月3日 - ）は、日本の俳優、声優。愛知県出身。

## 人物
かつてはアルファーエージェンシーに所属していた。

## 出演（俳優）

### 舞台
- グッバイガール
- 贋作桜の森の満開の下（1992年、夢の遊眠社 第7回JR東海エクスプレスシアター） - 鬼 役
- 蜘蛛女のキス（1996年）
- 聖闘士星矢ミュージカル（1991年） - 海将軍カーサ / 白銀聖闘士 役
- 棋人（チーレン）（1999年）
- 虎
- なよたけ（1990年）
- 野田秀樹のから騒ぎ（1990年）
- 半神（1999年、NODA・MAP 第6回公演） - ハーピー 役
- 42ND STREET（1997年、日生劇場）
- リトル・ミー（1995年）
- ナースエンジェルりりかSOS（1995年・1996年） - デューイ 役
- レイディ・イン・ザ・ダーク（1996年） - ランディー・カーティス 役
- ローリング・ストーン（1998年、NODA・MAP 第5回公演）
- スタンダードソングエンタテイメントPresents「真田風雲録」（2008年10月9日-15日、東京芸術劇場・小ホール1） - 織田有楽斎 役
- 音楽劇「赤毛のアン」〜アンの青春〜（2009年7月、新宿文化センター小ホール）
- 音楽劇「赤毛のアン」〜アンの青春〜（2009年8月、軽井沢大賀ホール）
- 音楽物語「ペールギュント」（2009年10月、赤坂ACTシアター）
- スタンダードソングエンタテイメント「Knock. Out. Brother -X-」（2009年12月、全労済ホール スペース・ゼロ） - 黒川功雄 役
- 音楽劇「赤毛のアン」アンからの手紙（2010年3月、横浜ラポールラポールシアター） - マシュウ 役
- ブルーカバーアクターズ公演 vol.3「うわさの家族」（2010年4月、笹塚ファクトリー）
- GRIPPERプロデュース「二丁目のグッドバイ」(2010年5月、中野ザ・ポケット）
- スタンダードソングエンタテイメントPresents「BOMB!」（2010年9月8日-19日、中野ザ・ポケット） - ヤクザ組長 役
- ニコニコミュージカル「カンタレラ」（2011年8月3日 - 7日、全労済ホール スペース・ゼロ） - ロドリゴ・ボルジア 役
- スタンダードソングエンタテイメントPresents　「贋作水滸伝 〜Outlaws〜」（2011年11月2日 - 6日、俳優座劇場） - 張老子 役
- スタンダードソングエンタテイメントPresents　「新・贋作水滸伝 〜Heroes〜」（2013年5月15日 - 19日、あうるすぽっと） - 張老子 役
- UMANプロデュース公演　「スタア」（2014年2月27日 - 3月2日、六行会ホール）

### テレビドラマ
- 土曜ワイド劇場
  - 超完全犯罪の女医
  - タクシードライバーの推理日誌

## 出演（声優）
※太字は主役・メインキャラクター

### テレビアニメ
- 赤ずきんチャチャ（リーヤのじいちゃん、牛）
- ビーストウォーズネオ 超生命体トランスフォーマー（デッドエンド[2]）
- るろうに剣心 -明治剣客浪漫譚-（山縣有朋）

### ゲーム
- こちら葛飾区亀有公園前派出所 幻のお宝を追え!の巻（両津勘吉）